# Donald Byrd
Donald Byrd de nome completo Donaldson Toussaint L'Ouverture Byrd II (Detroit, 9 de Dezembro de 1932 - 4 de Fevereiro de 2013) foi um trompetista de jazz norte-americano. É considerado um dos principais do estilo hard bop da geração pós-Clifford Brown.

## Biografia
Donald Byrd iníciou os seus estudos na escola Cass Technical High School. Enquanto frequentava a escola secundária, Byrd tocou com Lionel Hampton. Toca na banda da força aérea, licencia-se em música na Universidade de Wayne State e tira o mestrado, na mesma área, na Escola de Música de Manhattan.
Durante a sua frequência na escola de Manhattan, Byrd junta-se ao grupo Jazz Messengers, de Art Blakey, onde substitui Clifford Brown. Em 1955, grava com Jackie McLean e Mal Waldron. No ano seguinte deixa os Jazz Messengers, e inicia um período em que toca com diversos músicos de jazz, como John Coltrane, Sonny Rollins, Herbie Hancock ou Thelonious Monk. Em Junho de 1964, Byrd toca com Eric Dolphy em Paris, antes da morte deste duas semanas depois.
No anos 70, afasta-se do hard bop entrando no jazz fusion, jazz-funk, soul jazz e rhythm and blues. Juntamente com os Mizell Brothers, produz o álbum Black Byrd, que se torna o álbum mais vendido, até à data, da Blue Note Records. Os álbuns seguinte, com os Mizell Brothers, atingem vendas igualmente significativas, como Places and Spaces, Steppin' Into Tomorrow e Street Lady, e influenciarão bandas de acid jazz, como os Us3
Em 1993, Byrd toca com Gang Starr MC Guru no tema Loungin'  com o projecto Jazzmatazz.
Donald Byrd também leccionou música no Instituto Hampton, Universidade de Nova Iorque, Universidade Howard e na Escola Oberlin. Em 1974, cria os Blackbyrds, um grupo dos seus melhores alunos. Obtiveram alguns sucessos como Rock Creek Park, Walking In Rhythm e Blackbyrds Theme.
Donald faleceu em 4 de fevereiro de 2013, em Delaware (onde vivia) e senso a sua morte confirmada pelo seu sobrinho, Alex Bugnon.

## Discografia

### Como músico principal
- Off to the Races (1958)
- Byrd in Hand (1959)
- Byrd in Flight (1960)
- Royal Flush (1961)
- Free Form (1961)
- The Cat Walk (1962)
- Groovin' for Nat (1962)
- A New Perspective (1963)
- I'm Tryin' To Get Home (1964)
- Up With Donald Byrd (1965)
- Mustang! (1966)
- Slow Drag (1967)
- Blackjack (1967)
- Fancy Free (1969)
- Electric Byrd (1970)
- Ethiopian Knights (1971)
- Black Byrd (1972)
- Street Lady (1973)
- Stepping into Tomorrow (1974)
- Places and Spaces (1975)
- Caricatures (1976)
- Thank You...For F.U.M.L. (Funking Up My Life) (1978)
- Donald Byrd And 125th Street, N.Y.C. (1979)
- Love Byrd: Donald Byrd and 125th St, N.Y.C. (1981)
- Words, Sounds, Colors and Shapes (1983)
- Harlem Blues (1987)
- Getting Down to Business (1989)
- A City Called Heaven (1991)
- Touchstone (2000)
- The Transition Sessions (2002)
- Out of This World (2003)
- At the Half Note Cafe, Vol. 1 (2003)
- At the Half Note Cafe, Vol. 2 (2003)
- Free Form (Bonus Track) (2004)
- Free Form (Japan Bonus Track) (2004)
- Blackjack (Bonus Tracks) (2004)
- At the Half Note Cafe, Vol. 1-2 (Bonus Tracks) (2004)
- Mustang! (Japan Bonus Tracks) (2004)
- In a Soulful Mood (2005)
- Pop-Jazz Volume 1 (2006)

### Como participante
- 1956 Hank Mobley - Messages
- 1956 Horace Silver - Silver's Blue
- 1956 Paul Chambers - Whims of Chambers
- 1956 Jackie McLean - Lights Out!
- 1956 Jackie McLean - 4,5, and 6
- 1956 Phil Woods - The Young Bloods
- 1957 Kenny Drew - This is New
- 1957 Kenny Drew - Trio/Quartet/Quintet
- 1957 Gigi Gryce - Gigi Gryce and The Jazz Lab Quintet
- 1957 Art Taylor - Taylor Wailer's
- 1957 George Wallington - The New York Scene
- 1957 Sonny Clark - Sonny's Crib
- 1957 Red Garland - All Morning Long
- 1957 Red Garland - Soul Junction
- 1957 Red Garland Quintet com John Coltrane - High Pressure
- 1957 Lou Donaldson - Walking with Lou
- 1958 Johnny Griffin - Johnny Griffin Sextet
- 1958 Pepper Adams - 10 to 4 at the 5 Spot
- 1959 Sonny Clark - My Conception
- 1959 Jackie McLean - New Soil
- 1963 Jackie McLean - Vertigo
- 1963 Hank Mobley - No Room For Squares
- 1963 Herbie Hancock - My Point of View
- 1964 Dexter Gordon - One Flight Up
- 1986 Hank Mobley - Straight No Filter
- 1990 Kenny Burrell - All Day Long
- 1992 Kenny Burrell - 2 Guitars